# Circuito de las Ardenas
El Circuito de las Ardenas (oficialmente: Circuit des Ardennes International) es una carrera ciclista profesional por etapas francesa que se disputa en el departamento de Ardenas, en el mes de mayo o junio.
Se creó en 1930 si bien su segunda edición no se disputó hasta 1952. Hasta 2004 siempre fue amateur, por ello la mayoría de ganadores han sido franceses Desde la creación de los Circuitos Continentales UCI en 2005 forma parte del UCI Europe Tour, dentro de la categoría 2.2 (última categoría del profesionalismo).
Siempre ha tenido 3 o 4 etapas divididos en esos 3 o 4 días.

## Palmarés
En amarillo: edición amateur.
| Año       | Ganador             | Segundo             | Tercero                  |
| --------- | ------------------- | ------------------- | ------------------------ |
| 1930      | Albert Barthélémy   | Georges Marienne    | Alfred Mottard           |
| 1931-1950 | No se disputó       | No se disputó       | No se disputó            |
| 1951      | Jacques Michel      | Fortunato Previtali | Jean Mage                |
| 1952      | André Geneste       | Elie Marsy          | Albert Platel            |
| 1953      | Albert Platel       | Louis Deprez        | Rollin                   |
| 1954      | Louis Deprez        | Ernest Menage       | Guido Anzile             |
| 1955      | Eugène Tamburlini   | Louis Deprez        | Joseph Groussard         |
| 1956      | Bruno Modenese      | Henri Wasilewski    | Jean Gosselin            |
| 1957      | Édouard Delberghe   | Robert Pallu        | Joseph Wasko             |
| 1958      | Bruno Modenese      | René Ostertag       | Arthur Bihannic          |
| 1959      | Robert Pallu        | Georges Dubois      | Maurice Munter           |
| 1960      | André Geneste       | Marcel Hocquaux     | Yves Pichon              |
| 1961      | Noël Chavy          | Arthur Bihannic     | Jean Mossello            |
| 1962      | John Geddes         | Roger Bardiaux      | Emmanuel Crenn           |
| 1963      | Marcel Hocquaux     | Joseph Wasko        | Robert Fuhrel            |
| 1964-1976 | No se disputó       | No se disputó       | No se disputó            |
| 1977      | Christian Calzati   | Dudley Hayton       | Edgard Chollier          |
| 1978      | Daniel Yon          | Guy Bricnet         | Philippe Miotti          |
| 1979      | Daniel Leveau       | Anthony Doyle       | Michel Riou              |
| 1980      | Zdenek Bartonicek   | Ignace Planckaert   | Greg LeMond              |
| 1981      | Michal Klasa        | Milos Hrazdira      | Jérôme Simon             |
| 1982      | Milan Jurčo         | Jiří Škoda          | Sergej Sukhanov          |
| 1983      | Bruno Wojtinek      | Daniel Maquet       | Malcolm Elliott          |
| 1984      | Heinz Imboden       | Hans-Joachim Pohl   | Davis Phinney            |
| 1985      | Mario Hernig        | Peter Harings       | Petar Petrov             |
| 1986      | Roman Kreuziger     | Michael Stuck       | Nentcho Stajkov          |
| 1987      | Laurent Pillon      | Nentcho Stajkov     | Petar Petrov             |
| 1988      | Dimitri Zhdanov     | Viacheslav Yekímov  | Dmitrij Neljubin         |
| 1989-1999 | No se disputó       | No se disputó       | No se disputó            |
| 2000      | Jérôme Desjardins   | Pascal Pofilet      | Samuel Plouhinec         |
| 2001      | Cédric Loué         | Carlo Meneghetti    | Cédric Célarier          |
| 2002      | Nicolas Dumont      | José Medina         | Mads Kaggestad           |
| 2003      | Thomas Lövkvist     | Jussi Veikkanen     | Nicolas Dumont           |
| 2004      | Eduard Vorganov     | Noan Lelarge        | Shinichi Fukushima       |
| 2005      | Florian Morizot     | Anders Lund         | Mathieu Perget           |
| 2006      | Sergey Kolesnikov   | Borut Božič         | David Arassus            |
| 2007      | Jérôme Coppel       | Nicolas Fritsch     | Bart Oegema              |
| 2008      | Jan Bakelants       | Brian Vandborg      | Dirk Müller              |
| 2009      | Dimitri Champion    | Romain Zingle       | Arthur Vichot            |
| 2010      | Mikhail Antonov     | Thomas Rostollan    | Florian Morizot          |
| 2011      | Gianni Meersman     | Laurent Pichon      | Andréi Soloménnikov      |
| 2012      | Marek Rutkiewicz    | Russell Downing     | Viacheslav Kuznetsov     |
| 2013      | Riccardo Zoidl      | Markus Eibegger     | Christoph Pfingsten      |
| 2014      | Łukasz Wiśniowski   | Grega Bole          | Kristian Haugaard Jensen |
| 2015      | Evaldas Šiškevicius | Julien Loubet       | Ignatas Konovalovas      |
| 2016      | Olivier Pardini     | Baptiste Planckaert | Reidar Borgersen         |
| 2017      | Jhonatan Narváez    | Maxime Vantomme     | Julien Antomarchi        |
| 2018      | Anthony Maldonado   | Cees Bol            | Jérémy Cornu             |
| 2019      | Alexander Kamp      | Andreas Leknessund  | Kobe Goossens            |
| 2020      | No se disputó       | No se disputó       | No se disputó            |
| 2021      | Lucas Eriksson      | Leon Heinschke      | Matěj Zahálka            |
| 2022      | Lucas Eriksson      | Reuben Thompson     | Dominik Neuman           |
| 2023      | Mathias Bregnhøj    | Matěj Zahálka       | Thibaud Gruel            |
| 2024      | Joseph Blackmore    | Mathias Bregnhøj    | Tijmen Graat             |
| 2025      | Brady Gilmore       | Jarno Widar         | Patrick Boje Frydkjær    |

## Palmarés por países
| País                          | Victorias |
| ----------------------------- | --------- |
| Francia                       | 23        |
| República Checa               | 4         |
| Unión Soviética + Rusia       | 4         |
| Bélgica                       | 3         |
| Suecia                        | 3         |
| Italia                        | 2         |
| Polonia                       | 2         |
| Dinamarca                     | 2         |
| Reino Unido                   | 2         |
| Suiza                         | 1         |
| República Democrática Alemana | 1         |
| Austria                       | 1         |
| Lituania                      | 1         |
| Ecuador                       | 1         |
| Australia                     | 1         |